# Comatose
Comatose – siódmy album zespołu Skillet wydany w 2006 roku przez wytwórnie Ardent Records, Lava Records i Atlantic Records. 26 grudnia album został wydany ponownie z nowymi utworami i teledyskami.

## Lista utworów
1. "Rebirthing" – 3:53
2. "The Last Night" – 3:32
3. "Yours to Hold" – 3:42
4. "Better Than Drugs" – 3:57
5. "Comatose" – 3:50
6. "The Older I Get" – 3:38
7. "Those Nights" – 3:46
8. "Falling Inside the Black" – 3:30
9. "Say Goodbye" – 4:16
10. "Whispers in the Dark" – 3:24
11. "Looking for Angels" – 4:31

### Wydanie deluxe z nowymi utworami
1. "Live Free Or Let Me Die" – 3:52
2. "Rebirthing" – 3:54
3. "Yours To Hold" – 3:44
4. "The Older I Get" – 3:27
5. "Whispers In The Dark" – 3:25
6. "Say Goodbye" – 4:12

### Wydanie deluxe z nowymi teledyskami
1. Rebirthing
2. Whispers In The Dark
3. Looking for Angels
4. Behind the Scenes (The Older I Get)

## Twórcy
- John L. Cooper – wokal
- Korey Cooper – instrumenty klawiszowe, gitara, wokal
- Lori Peters – perkusja
- Ben Kasica – gitara